# 徳島県道193号中林港線
徳島県道193号中林港線（とくしまけんどう193ごう なかばやしこうせん）は、徳島県阿南市を通る一般県道である。

## 概要
阿南市中林町大浜から阿南市見能林町西石仏に至る。国道55号阿南道路から北の脇海水浴場まで結ぶ道であり、以前は狭い道であったが、圃場整備により、一部改良された。

### 路線データ
- 起点：阿南市中林町大浜
- 終点：阿南市見能林町西石仏（徳島県道130号大林津乃峰線交点、徳島県道174号見能林停車場線終点、徳島県道402号阿南徳島自転車道線上）
- 総延長：1.432 km [1]

## 歴史
- 1972年（昭和47年）3月10日 - 認定。

## 路線状況

### 重複区間
- 徳島県道285号戎山中林富岡港線（阿南市中林町堤ノ内 - 阿南市中林町大切）
- 徳島県道402号阿南徳島自転車道線（阿南市中林町堤ノ内 - 阿南市見能林町西石仏（終点））

## 地理

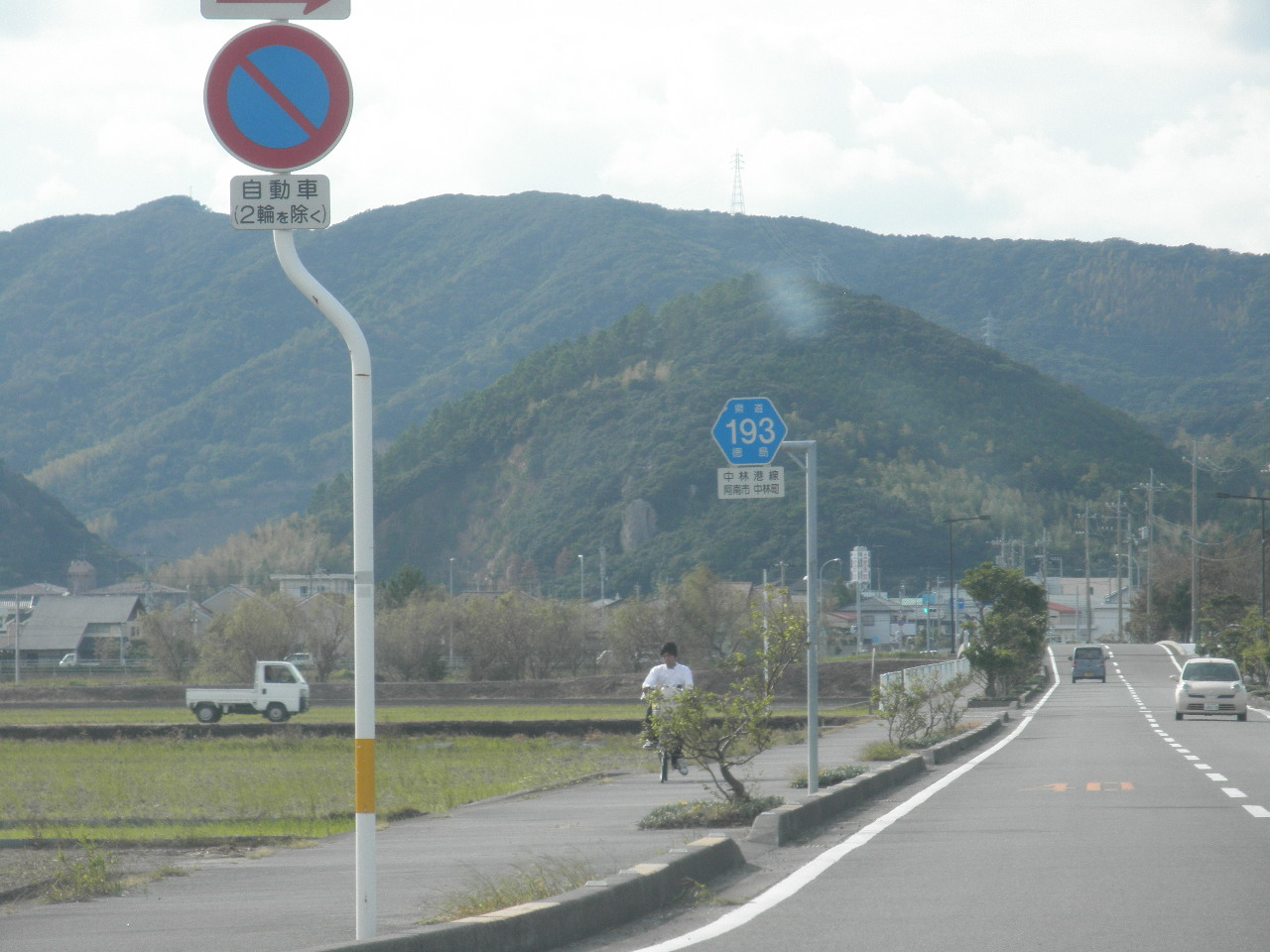
本道の標識
阿南市中林町大切で撮影

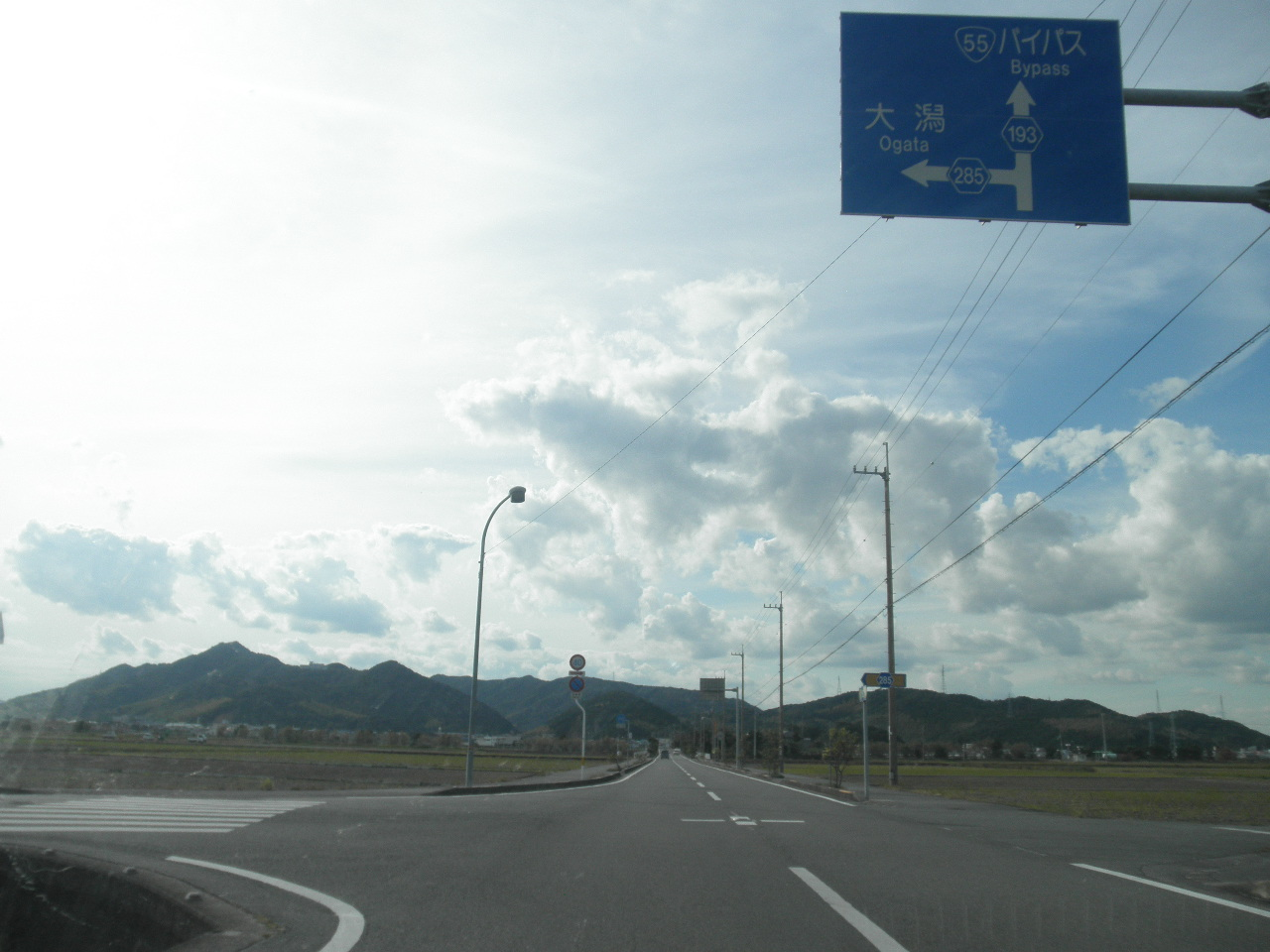
圃場整備により改良された道
阿南市中林町大切で撮影

### 通過する自治体
- 徳島県
  - 阿南市

### 交差する道路
| 交差する道路                                                                                       | 交差する場所   | 交差する場所 |
| -------------------------------------------------------------------------------------------------- | -------------- | ------------ |
| 徳島県道285号戎山中林富岡港線 重複区間起点 徳島県道402号阿南徳島自転車道線 重複区間起点            | 中林町堤ノ内   |              |
| 徳島県道285号戎山中林富岡港線 重複区間終点                                                         | 中林町大切     |              |
| 国道55号 国道195号 重複                                                                            | 見能林町塩屋   |              |
| 徳島県道130号大林津乃峰線 徳島県道174号見能林停車場線 徳島県道402号阿南徳島自転車道線 重複区間終点 | 見能林町西石仏 | 終点         |

### 沿線
- 北の脇海水浴場
- JR四国牟岐線 見能林駅（終点付近）